# Château de Clayrac
Le château de Clayrac ou de Clairac, est un château-fort remanié situé à Amarens, dans le Tarn, en région Occitanie (France). Bâti au XIVe siècle, c'est un petit château dont les tours ont été arasées à la Révolution.

## Historique

### Origine
Le premier château de Clayrac aurait été construit au cours du XIVe siècle, avant d'être très largement remanié et agrandi durant les siècles suivants.

### La famille de Clayrac
L'histoire n'a pas conservé le nom des premiers seigneurs de Clayrac, mais dès la première partie du XVIe siècle, la famille de Clayrac (ou Clairac) est attestée comme propriétaire de l'édifice, le premier étant Jean III de Clairac. Néanmoins, étant donné le nom de cette famille noble, il est bien possible qu'elle fût seigneur de Clayrac depuis bien plus longtemps, peut-être depuis Jean Ier de Clairac, premier membre connu, vivant au début du XVe siècle.

### La famille de Genton
Après être demeuré jusqu'au XVIIIe siècle, dans cette même famille, il est hérité par alliance dans la famille de Genton de Villefranche, lors du mariage entre Louis de Clairac et Salvy-Victor de Genton de Villefranche, en 1772. Louise étant la dernière héritière de la famille, celle-ci a par la même occasion disparu.

### La famille d'Aussaguel
Néanmoins, la présence des Genton de Villefranche à Clayrac fut éphémère, car dès le début du XIXe siècle, on trouve la famille d'Aussaguel de Lasbordes propriétaire du château.
Ainsi, c'est lors du mariage de Julienne de Genton avec Charles-Raymond d'Aussaguel de Lasbordes (1837 - 1884), officier dans l'infanterie, que la bâtisse passe par héritage chez les d'Aussaguel. De même que pour la précédente alliance, Julienne étant la dernière héritière de la famille de Genton, celle-ci s'éteint. Mort au château de Clayrac, Charles-Raymond d'Aussaguel était par ailleurs en possession du château de Mailhoc, où il est né[réf. souhaitée].

## Architecture

### Le château
Le château de Clayrac se compose sur un plan en U, avec un corps de logis central autour duquel s'articule deux ailes. Celles-ci, placées au Nord et au Sud du logis ne présente pas d'éléments remarquables, si ce n'est une série d'arcades sur l'aile Nord, qui devaient mener aux écuries.
Le corps de logis présente en sa façade principale une grande tour circulaire, abritant un escalier à vis. Elle possède trois ouvertures, dont une belle porte d'entrée en arc en accolade, une petite fenêtre du même style, et une fenêtre à meneaux. Elle semble avoir été arasée au niveau du toit (certainement à la Révolution française), et a ensuite été reconstruite dans sa partie haute, qui se différencie par ses pierres. En effet, là où le bâtiment est dans un appareil de pierre blanche, sûrement calcaire, cette partie présente une pierre rougeâtre.
On accède à la porte d'entrée par un haut perron. On trouve aussi de nombreuses autres fenêtres à meneaux sur la façade, même si la plupart ont été remaniées en de plus petites ouvertures. La seconde tour du château, elle aussi circulaire, est placé à l'arrière du corps de logis, en décalé par rapport à la première, et elle aussi a été arasée à la Révolution, mais sans être reconstruite[réf. souhaitée].

### La meulière de Clayrac
À proximité directe du château se trouve une meulière, soit une carrière souterraine, qui a été exploitée pendant six siècles. Aujourd'hui ouverte librement, l'entrée se fait par un grand porche, et on y trouve près de dix salles taillés qui s'articulent autour d'une sorte de pilier central.

## Les seigneurs de Clayrac
- Famille de Clayrac : Voir ci-dessous.
- Famille de Genton :  voir Famille de Genton de Villefranche
- Famille d'Aussaguel de Lasbordes : voir Famille d'Aussaguel de Lasbordes
- Famille de Clayrac/Clairac : voir Famille de Clayrac/Clairac

### Famille de Clayrac/Clairac
La famille de Clayrac ou de Clairac est une famille noble française originaire du Languedoc.
Le premier membre connu de la famille est un certain Jean de Clairac, attesté au XVe siècle. On ne sait rien de lui, mais son arrière-petit-fils, Jean III de Clairac, est attesté seigneur de Clayrac. Ainsi, il est très possible que lui-même fut seigneur de ce château, et ait tiré son nom de famille de cet édifice. Le fils de Jean III de Clairac, Jean IV, ne sera pas cité comme seigneur de Clayrac, mais son petit-fils, Jean V, le sera de nouveau.

#### Lignée
- Jean de Clairac (début XVe siècle) ;

- Jean II de Clairac (? - après 1454), marié à Gausside de Marsenac ;

- Mathieu Jean de Clairac, marié à Robine de Dieupentale de Margastaud, dont :
  - Jean Poton de Clairac ;
  - Jean III de Clairac, qui suit ;

- Jean III de Clairac (? - 1549), premier seigneur attesté du présent château de Clayrac, marié en 1526 à Bertrande de Tonnac ;

- Jean IV de Clairac, seigneur de La Roque, marié en 1565 avec Louise de Sorbier ;

- Jean V de Clairac, seigneur de Clairac, marié en 1590 avec Olympe de Loupiac, dont :
  - Jacques de Clairac, qui suit ;
  - Louis de Clairac (1600 - 1680), seigneur de Cardaillac, marié en 1648 avec Olympe de Tonnac d'Alos ;
  - Marc-Antoine de Clairac (1656 - 1721), seigneur de la Prade et de la Bastidette.

- Jacques de Clairac, marié en 1624 avec Isabeau de Lentillac, dont :
  - Clément de Clairac, qui suit ;
  - Louis de Clairac.

- Clément de Clairac, seigneur de Clayrac, marié à Antoinette de Roquefort-Marquein, dont :

- Clément II de Clairac (1674 - 1748), seigneur de Clayrac et d'Arthès, marié en 1729 à Marie-Thérèse de Lordat ;

- Joseph-Barthélémy de Clairac (1718 - ?), marié à Louise de Regnaudin.

Il semble qu'après ce dernier, la branche aînée de la famille de Clayrac se soit éteinte en lignée masculine, et que son unique fille Louise s'étant marié à Salvy-Victor de Genton de Villefranche, le château de Clayrac soit passé dans cette famille.